# Winter-Universiade 2019/Eiskunstlauf
Bei der Winter-Universiade 2019 wurden fünf Wettkämpfe im Eiskunstlauf ausgetragen.

## Bilanz

### Medaillenspiegel
| Platz  | Land       | Gold | Silber | Bronze | Gesamt |
| ------ | ---------- | ---- | ------ | ------ | ------ |
| 1      | Russland   | 2    | 3      | 2      | 7      |
| 2      | Finnland   | 1    | 1      | –      | 2      |
| 3      | Italien    | 1    | –      | –      | 1      |
| 3      | Japan      | 1    | –      | –      | 1      |
| 5      | Kasachstan | –    | 1      | 1      | 2      |
| 6      | Frankreich | –    | –      | 1      | 1      |
| 6      | Georgien   | –    | –      | 1      | 1      |
| Gesamt | Gesamt     | 5    | 5      | 5      | 15     |

### Medaillengewinner
| Disziplin     | Gold | Silber | Bronze |
| ------------- | --- | --- | --- |
| Männer Einzel | Matteo Rizzo | Maxim Kowtun | Moris Qwitelaschwili |
| Frauen Einzel | Mai Mihara | Elisabet Tursynbajewa | Stanislawa Konstantinowa |
| Paarlauf      | Alisa Efimova / Alexander Korowin | Anastasia Polujanowa / Dmitri Sopot | Zhansaya Adykhanova / Abish Baytkanov |
| Eistanz       | Simon Efimov | Richard Leitgeb | Paco Rassat |
| Synchronlauf  | Finnland Team UniqueAino-Kaisa Akkanen Emmilotta Backman Maria Kankuri Marianne Laine Tuuli Mäkinen Lotta Nyman Jenni Puhakka Kaisa-Maria Salminen Noora Salo Ika Sirkiä Sandra Backman Pia Björklund Katariina Kiviranta Eveline Tainio Jenni Lehtonen Vilma Nokelainen Aura Porkka Iines Saalasti Nenna Salminen Anniina Sibakov | Finnland Team Marigold Ice UnityPetra Ahonen Sofie Ahti Nina Arisalo Charlotta Demasör Ina Ekholm Eira Hiltunen Henna Kaijomaa Anni Kaiku Lotta Kerokoski Amanda Laaksola Inka Nyblom Miitta Paajanen Tiina Poranen Roosa Rokkanen Julia Saarinen Camilla Sundgren Tessa Tamminen Lotta Uusitalo Sara Vierelä Marianne Westerholm | Russland Team TatarstanMadina Asrorova Tatiana Belozertseva Daria Busygina Venera Diiarova Kirill Egoshin Sofia Faizullina Elvina Kabirova Renata Chusina Daria Kiaasheva Anna Maksimova Luiza Murtazina Arina Pashina Diana Pavlova Adelina Sadykova Mariia Sarmatina Adilia Sharafieva Diliara Zaripova Iuliia Zobnina |